# Sücka
Sücka es un pueblo de Liechtenstein, localizado en el municipio de Triesenberg.

## Geografía
El pueblo se encuentra justo al oeste de Rotenboden, de camino a Steg y Malbun. El río Samina fluye cerca de él.